# Dulcină
Dulcina este un îndulcitor artificial, aproximativ de 250 de ori mai dulce decât zahărul, și a fost descoperit în anul 1883 de chimistul polonez Józef (Joseph) Berlinerblau (27 August 1859 – 1935). Mai este cunoscută sub denumirea de sucrol și valzină.